# Ramón Fernández Reguero

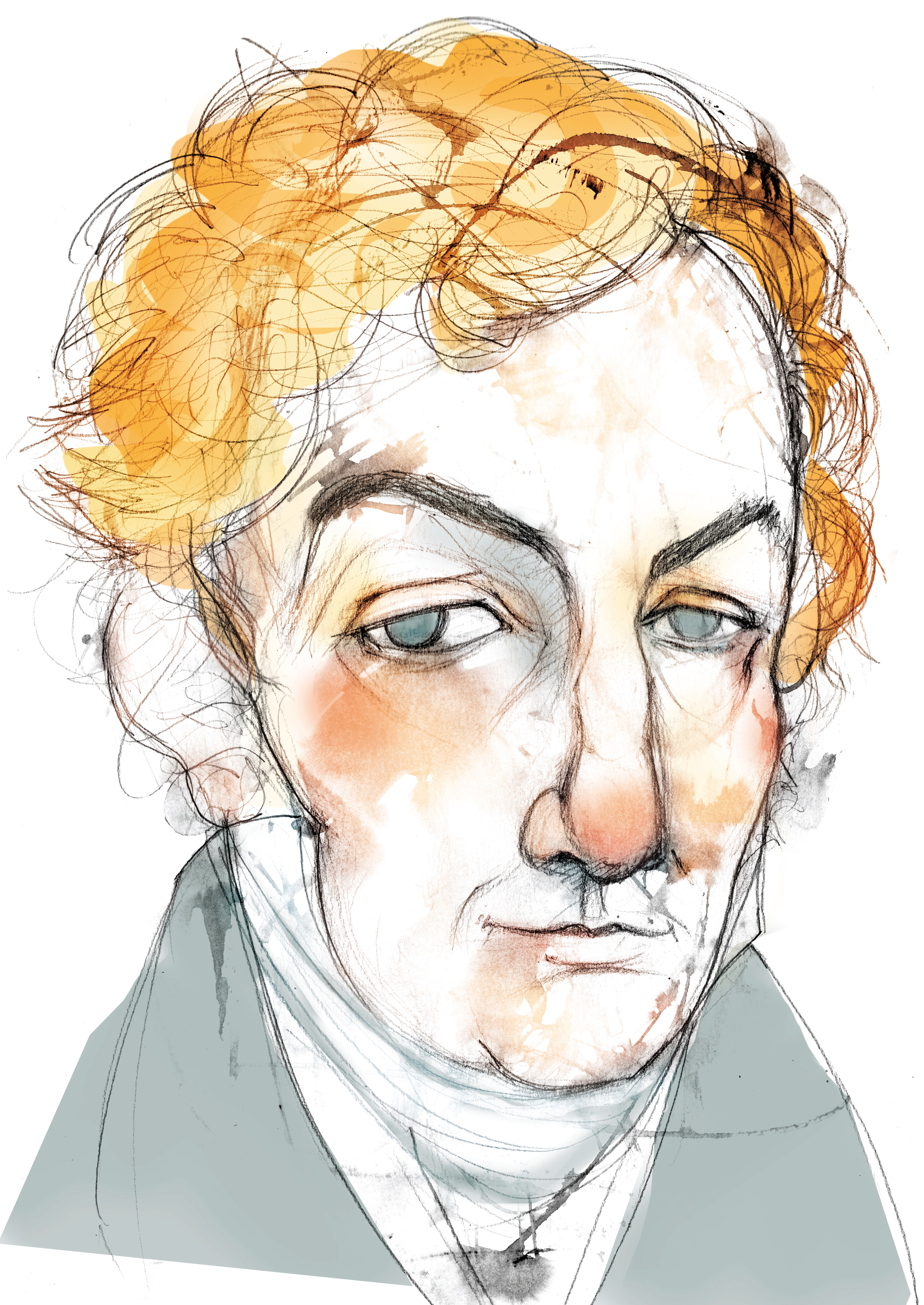
Retrato de Ramón Fernández Reguero en la Fundación Española para la Ciencia y la Tecnología, obra de Eulogia Merle

Ramón Fernández Reguero (Serantes, 1775 - Tapia de Casariego, 1840) fue un científico, agronomista e inventor español.

## Biografía

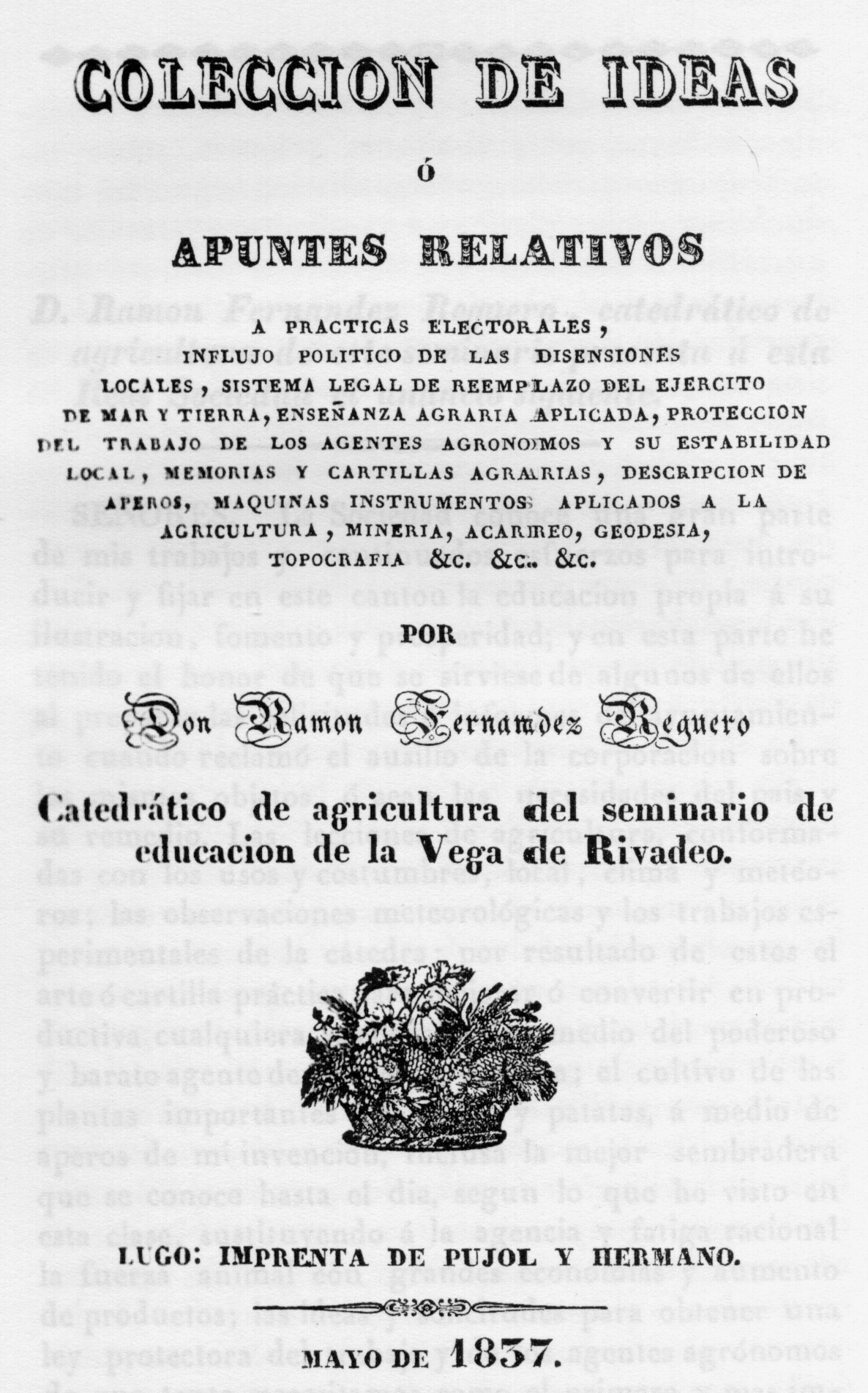
Portada de la Colección de Ideas de Fernández Reguero, publicada en Lugo en 1837

Fernández Reguero nació el 27 de agosto de 1775, en el lugar de Jarén, en la parroquia asturiana de Serantes, perteneciente entonces al concejo de Castropol. Cursó matemáticas en la Real Academia de San Carlos de Valencia, y obtuvo el título de Topógrafo en la de San Fernando de Madrid. En 1810 formó parte como vocal de la Junta Patriótica del Partido de Castropol, que luchaba contra la invasión napoleónica, y habiéndose instalado con motivo de la guerra en la Vega de Ribadeo (actualmente Vegadeo) la Fábrica de Armas de Asturias, Fernández Reguero inventó un carro de fuego de mucha ventaja no sólo contra la Infantería sino contra la Caballería enemiga, cuyos usos y ventajas hizo demostrables; y dado que inmediatamente antes se dice que había ideado también el método de conducir en los carros del país los cañones de campaña, en tal contexto ese carro de fuego sólo puede entenderse como un vehículo militar movido por máquina de vapor.
En 1811 se reanudaron las enseñanzas del Seminario de Educación del Partido de Castropol en la Vega de Ribadeo, fundado y dotado en 1726 por el obispo de Osma Jacinto Valledor, y Fernández Reguero fue nombrado su director y catedrático de agricultura, ejerciendo durante años una impresionante labor académica y técnica, siendo la auténtica alma de la institución. Entre otras cosas muy notables en 1836 inventó -en el más amplio sentido de la palabra, es decir proyectó, diseñó, construyó e hizo funcionar ante una comisión técnica de la que formaba parte el célebre Guillermo Schulz- un vehículo para labores agrícolas propulsado por máquina de vapor. 
Estas dos invenciones constituyen sin duda importantes hitos de la Historia de la tecnología en España, y también sin ninguna duda de las historias universales de la maquinaria agrícola y de los vehículos militares. Fernández Reguero fue pues un indudable precursor del carro de combate y del tractor agrícola.
La amplitud de las inquietudes de Fernández Reguero está ilustrada por el polifacético título de una de sus obras fundamentales, publicada en Lugo en 1837: Colección de ideas ó apuntes relativos a prácticas electorales, influjo político de las disensiones locales, sistema legal de reemplazo del ejército de mar y tierra, enseñanza agraria aplicada, protección del trabajo de los agentes agrónomos y su estabilidad local, memorias y cartillas agrarias, descripción de aperos, máquinas, e instrumentos aplicados a la agricultura, minería, acarreo, geodesia, topografía, etc. etc. etc..
En esta obra se recogen una gran variedad de ideas. Entre otros aspectos, analiza detalladamente cómo reorganizar ciertos territorios para aumentar su productividad y mejorar el ejercicio de la democracia, lastrada en aquel momento por el caciquismo y el fraude. En sus reflexiones, concentra gran atención en su aplicación en su tierra de origen (la comarca del Eo-Navia, en el occidente asturiano), a su criterio ineficientemente dividida en concejos excesivamente pequeños, con una baja demografía y con una industria poco desarrollada y nada competitiva (debe recordarse que en el momento de la publicación de esta obra, 1837, los liberales ocupan en España los cargos políticos llevando a cabo una modernización de la Nación, dejando atrás los elementos propios del Antiguo Régimen. Entre otras medidas, destaca la división en provincias de 1833, llevada a cabo por Javier de Burgos.)

Mala lectura de su ensayo Colección de Ideas
Ramón Fernández Reguero es un autor que, pese a la importancia que tuvo en su época, a día de hoy pasa desapercibido, existiendo incluso varias incógnitas acerca de su biografía (por ejemplo, la fecha exacta de su defunción). No obstante, una parte de su obra, Colección de Ideas, ha sido resucitada con intereses muy diferentes a los que el autor tenía a la hora de realizarla. Suele tergiversarse en especial una cita extraída de este ensayo en la que trata la búsqueda de una mayor eficiencia económica y práctica en las divisiones provinciales realizadas apenas cuatro años antes:
"A pesar de que conozco todas las ventajas y aún necesidad de esta división [la de las provincias de Oviedo y Lugo "por la sierra del Palo que desde Degaña termina en el océano en los límites del concejo de Navia y Valdés"] no soy capaz de solicitarla y sostenerla por la preocupación de asturiano, debilidad que no me atrevo a vencer por más que sea humillante y antifilosófica."

Este apunte suele interpretarse, en ciertas esferas del nacionalismo gallego, como una especie de "confesión" que justifica el concepto de la recientemente creada "Galicia estremeira" en la que quedaría incluida la región del Eo-Navia. Suele usarse sin especificar la fuente exacta, precisamente porque al leer las líneas previas al extracto mencionado se contextualiza la reflexión:
"nuestra división -la de Asturias-  con la provincia de Lugo, intercaladas cintas de tierra poblada y despoblada de leguas de estension, parroquias aisladas en el territorio de una y otra provincia, con otras que corresponde una parte á la província de Oviedo y otra á la de Lugo; pueblos de Oviedo que solo distan de ocho á nueve leguas de la capital de la provincia de Lugo, y más de treinta de la de Oviedo en tiempos de nieves, con otras anomalías chocantes y perjudiciales, a cuyos datos podemos agregar, que una gran parte de nuestro cambio de industria se verifica con Galicia y no con Oviedo, más que la remisión de metálico, parece brutalidad económica y de conveniencia el que no solicitemos la incorporacion á la counciada provincia de Lugo, tomando por límite el natural de la Sierra del Palo que desde Degañia termina en el Océano en los limites del concejo de Nária y Valdés" [ ...] "ya que estas divisiones de cordillera estériles son las que eritan las dificultades que presentan los ríos con los habitantes y propiedades mistas de las dos orillas." 
Se comprueba en estas líneas, sistemáticamente omitidas, que la motivación del ilustrado en  su reflexión referente al cambio en la delimitación busca corregir aspectos que dificultan la administración estilo centralizada (ya sea el núcleo Oviedo o Madrid) y maximizar la pujanza industrial y económica de la comarca, proponiendo la frontera no en un hito histórico, sino en uno geográfico (precisamente uno de los que constituyen una mayor dificultad  a la hora de realizar el trayecto desde Eo-Navia hasta Oviedo: La Sierra del Palo). No atendiendo a razones históricas, culturales o étnicas (inexistentes) como pretende hacerse ver en ocasiones.
Inmediatamente a continuación de su exposición de sus reflexiones, añade:
"A pesar repito, de que conozco todas las ventajas y aún necesidad de esta división, no soy capaz de solicitaria y sostenerla por la preocupacion de Asturiano, debilidad que no me atrevo a vencer por mas que sea humillante y anti-filosófica. Yo importo poco, pero como yo hay muchos, y esta es la causa de mi petición y aclaración."
Es decir, confiesa que pese a la necesidad práctica de la medida, no puede solicitarla a Las Cortes (quienes eran las destinatarias de los ensayos, al ser quienes debían ponerlos en práctica) precisamente por su condición de Asturiano (recordemos, era nacido en Jarén, Serantes, es decir, en la comarca Eo-Navia) faltando así a su "máxima vital", que precisamente recoge a inicios de la obra:
"más utilidad que purismo y música es lo que he deseado siempre."
Esa decisión tomada aún en contra de sus principios (siempre prácticos) en pro de su arraigo y amor hacia Asturias, referencia ser propio de la zona, como expresa su cita ("como yo hay muchos") y lo que encajaría con lo descrito en un informe de 1822, presentado por el conde de Toreno, en el que responde la petición en las cortes de diez diputados gallegos de mover la frontera de su encuadre tradicional al río Navia. Este asegura que:
"los naturales de esta región (Eo-Navia) tienen una especie de oposición con la provincia vecina (Lugo)"

Reconocimientos actuales
La Sociedad asturgalaica de amigos del país, con sede en Castropol, reeditó en 2006 una de las obras claves de Fernández Reguero, su Aplicación del vapor al transporte general sobre caminos comunes.